# 格雷多山脉
格雷多山脉（西班牙語：Sierra de Gredos）为西班牙中部的一条山脉，属于中央山脉的一部分，呈东西走向，平均海拔不超过2000米，最高点Pico Almanzor，海拔2592米。风景秀丽，为著名的旅游胜地。

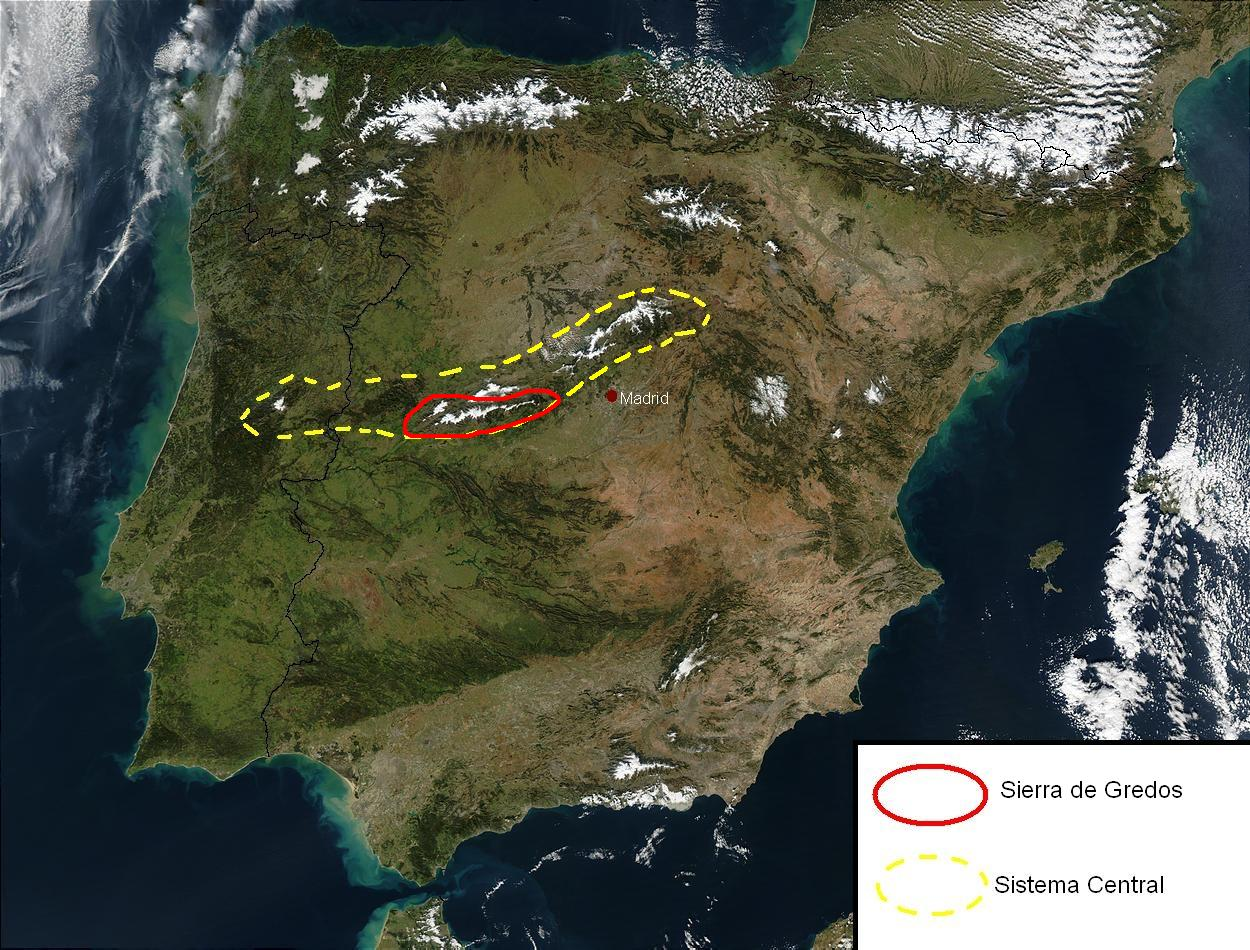
中央山脉：黄圈
格雷多山脉：红圈